# IC 4557
IC 4557 је спирална галаксија у сазвјежђу Волар која се налази на листи објеката дубоког неба у Индекс каталогу.
Деклинација објекта је + 39° 43' 46" а ректасцензија 15h 34m 36,9s. Привидна величина (магнитуда) објекта IC 4557 износи 14,9 а фотографска магнитуда 15,7. IC 4557 је још познат и под ознакама CGCG 222-26, PGC 55483.